# Ballongen
Ballongen en svensk dramafilm från 1946 i regi av Nils Poppe, som även spelade huvudrollen.

## Handling
Poppes välkända figur Sten Stensson Stéen kommer till himlen i en ballong och får se tillbaka på sina tidigare liv och reflektera över dessa. Filmen består av sex episoder som hålls samman genom att Steen efter varje liv möter den vitskäggige Kosmos, som varje gång kastar ut Steen i ytterligare ett liv. Filmen anses vara inspirerad av buddhistisk återfödelselära.

## Om filmen
Ballongen är en av Poppes allvarligare filmer och blev aldrig någon publikframgång. Den är regisserad av Poppe själv, i likhet med den tragikomiska filmen Pengar som släpptes strax innan Ballongen. Filmen premiärvisades den 7 oktober 1946 och fick god kritik, men blev ingen publiksuccé. Som förfilm visades Arne Sucksdorffs vildmarksfilm Skuggor över snön som av samtliga kritiker betecknade som något av ett mästerverk.

## Rollista i urval
- Nils Poppe - Sten Stensson Stéen / Orvar Knatte / Yusuf, frihetskämpe / kungen / Beppo, clown
- Oscar Winge - Kosmos
- Marianne Löfgren - Gunlög
- Arne Lindblad - Torbjörn Tvärvigg, Gunlögs far
- Benkt-Åke Benktsson - kalifen
- Marianne Gyllenhammar - Scheherazade
- Ingrid Borthen - drottningen
- Erik Hell - älskaren
- Carl-Gunnar Wingård - hovmästare
- Inga Landgré - Rosita, kär i Beppo
- Sven Bertil Norberg - godsägare
- Marianne Aminoff - Vanda Nowak, polsk flykting
- Stig Olin - Michael Kollinsky, Vandas polska kärlek
- John Botvid - Putte, fadern
- Julia Cæsar - modern

## Musik i filmen
- Valurile Dunari, kompositör Ion Ivanovici
- Kampsång, kompositör Sune Waldimir, text Gardar Sahlberg
- Parodisk slöjdans, kompositör Sune Waldimir, text Gardar Sahlberg